# Alfoz

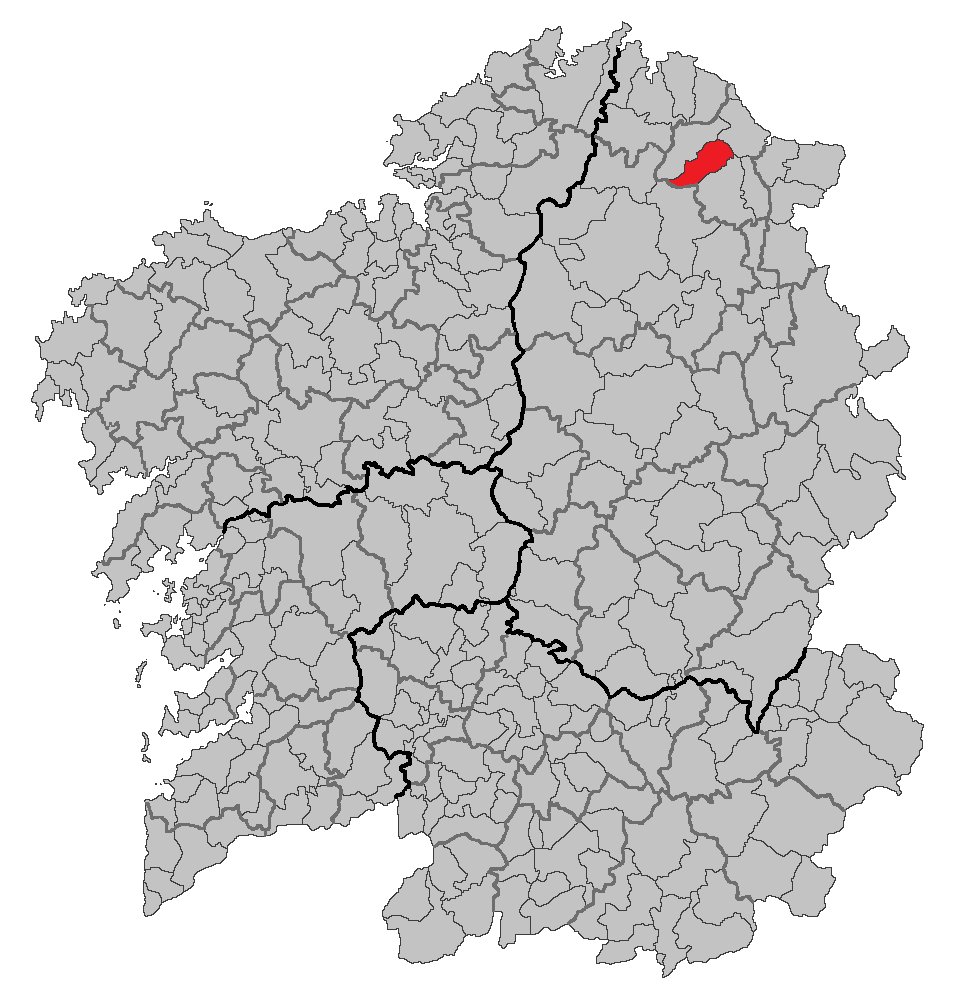
Alfoz, Lugo, Galizia

Alfoz è un comune spagnolo di 2 382 abitanti situato nella comunità autonoma della Galizia.